# Мала чигра
Мала чигра (лат. Sternula albifrons) је морска птица из породице Laridae. Први пут га је описао немачки природњак Петер Симон Палас 1764. године и дао joj биномско име Sterna albifrons.‍:339 Премештен је у род Sternula када је род Sterna ограничен на веће типичне чигре. Име рода Sternula је деминутив од Sterna, што значи чигра, док је специфично име albifrons направљено од латинских речи albus, што значи бео, и frons, што значи чело.

## Распрострањеност
Ова птица се гнезди на обалама и унутрашњим воденим путевима умерене и тропске Европе, Азије, северне и западне Африке и источне Аустралије. Снажно је миграторна врста, зимује у суптропским и тропским океанима чак до Јужне Африке и Аустралије на југу.

## Подврсте
Постоје пет подврста.
- Номиновани Sternula albifrons albifrons (Pallas, 1764) се јавља од Европе до Северне Африке и западне Азије.
- Sternula albifrons guineae (Bannerman, 1931), из западне Африке
- Sternula albifrons innominata (Zarudny & Loudon, 1902), острва у Персијском заливу
- Sternula albifrons sinensis (Gmelin, 1789), у источној Азији (југоисточна Русија до Јапана, југоисточна Азија, Филипини) јужно до Нове Гвинеје и северне Аустралије
- Sternula albifrons placens (Gould, 1871) на источној обали Аустралије и Тасманије.[7]

Бивша северноамеричка подврста (Sternula albifrons antillarum) и црвеноморска подврста (Sternula albifrons saundersi) сада се сматрају одвојеним врстама, америчка мала чигра (Sternula antillarum) и соундерсова чигра (Sternula saundersi), респективно.

## Опис
Ово је мала чигра, 21–25 цм дужине са 41–47 цм распона крила. Вероватно се не може помешати са другим врстама, осим са вилинском чигром и соундерсовом чигром, због своје величине и белог чела у гнездећем перју. Њен танак оштар кљун је жут са црним врхом, а ноге су јој такође жуте. Зими је чело више бело, кљун је црн, а ноге тупије.

## Станиште и понашање
Мала чигра се гнезди у колонијама на шљунковитим обалама и острвима. Полаже два до четири јаја на земљу. Као и све беле чигре, брани своје гнездо и младе и нападаће уљезе.
Као и већина других белих чигри, мала чигра се храни зарањањем у потрази за рибом, било у приобалним сланим срединама или у унутрашњости, дуж већих река. Приношење рибе од стране мужјака женки је део удварања.
Оглашавање је гласан и препознатљив шкрипави звук.

## Популације на европским рекама
Почетком 19. века мала чигра је била уобичајена птица европских обала, река и мочвара, али у 20. веку популације приобалних подручја су се смањиле због губитка станишта, загађења и људског узнемиравања.
Губитак популација у унутрашњости је био још већи, јер је због брана, регулације река и вађења седимента изгубио већину својих некадашњих станишта. Популација мале чигре је опала или изумрла у многим европским земљама, а некадашња места за гнежђење на великим рекама попут Дунава, Лабе и Рајне су престала да постоје. Данас, само неколико речних система у Европи поседује одговарајућа станишта; Лоара/Алије у Француској, Висла/Одра у Пољској, По/Тичино у Италији, Даугава у Летонији, Неман у Литванији, Сава у Хрватској и Драва у Мађарској и Хрватској, Дрина у Србији. Статус мале чигре на рекама Тежо и доњем Дунаву је неизвестан.
Дравска популација је једна од најугроженијих. Старомодне праксе управљања водама, укључујући регулацију река и вађење седимента, угрожавају преостале парове. Само 15 парова се још увек гнезди на пространим пешчаним или шљунковитим спрудовима дуж границе између Мађарске и Хрватске. WWF и његови партнери су укључени у рад на заштити ове птице и овог јединственог европског речног екосистема. Мала чигра је једна од врста на коју се примењује Споразум о очувању афричко-евроазијских птица селица водених станишта ( AEWA ).

## Галерија
- Sternula albifrons sinensis у лету, Токијски залив, Јапан
- Sternula albifrons placens, Боут Харбор, Нови Јужни Велс, Аустралија
- Sternula albifrons albifrons у зимском перју, Канур, Керала, Индија
- Sternula albifrons albifrons, недавно излегли птић, Хемпшир, Велика Британија
- Јаје, Музеј колекције Висбаден